# Гостомысл (князь бодричей)
Гостомысл (Гостомусл; † 844) — великий князь (ок. 830 — 844) славянского племени бодричей и всего Союза ободритов.

## Биография
Впервые упоминается в 838 году. Ранее частыми были попытки отождествлять его с легендарным князем племени ильменских словен Гостомыслом (ум. ок. 860).
Основная деятельность Гостомысла была направлена на сохранение независимости ободритского союза от короля восточных франков Людовика II Немецкого. По сообщению «Фульдских анналов», он погиб в 844 году во время карательной экспедиции Людовика на земли ободритов. После его смерти союз ободритов распался на четыре части: вагров, полабов, бодричей и варнов.